# Today We Are All Demons
Today We Are All Demons è il quarto LP della band Aggrotech/EBM norvegese Combichrist.

## Tracce
1. No Afterparty – 0:43
2. All Pain Is Gone – 4:57
3. Kickstart The Fight – 5:02
4. I Want Your Blood – 5:13
5. Can't Change The Beat – 4:26
6. Sent To Destroy – 4:37
7. Spit (Happy Pig Whore) – 4:28
8. A New Form Of Silence – 3:52
9. Scarred – 4:26
10. The Kill V2 – 5:19
11. Get Out Of My Head – 4:26
12. Today We Are All Demons – 5:02
13. At The End Of It All – 26:05

## Formazione
- Andy LaPlegua - voce
- Joe Letz - batteria
- Z_marr - tastiera
- Trevor Friedrich - percussioni
- Mr. Petersen - tastiera